# Sainte-Fortunade
Sainte-Fortunade är en kommun i departementet Corrèze i regionen Nouvelle-Aquitaine i de centrala delarna av Frankrike. Kommunen ligger  i kantonen Tulle-Campagne-Sud som tillhör arrondissementet Tulle. År 2022 hade Sainte-Fortunade 1 793 invånare.

## Befolkningsutveckling
Antalet invånare i kommunen Sainte-Fortunade
Referens:INSEE